# Очиток шестирядний
Очи́ток шестиря́дний (Sedum sexangulare) — вид рослин з родини товстолистих (Crassulaceae); поширений у Європі.

## Опис
Багаторічна трав'яниста рослина 10–18 см заввишки. Листки лінійні, в 4–5 разів перевищують ширину, на поверхні без сосочків, зелені. Листянки вгору спрямовані; насіння майже кулясте.

## Поширення
Поширений у Європі, крім сходу; інтродукований в Канаді, США, Ірландії, Великій Британії, Норвегії, прибалтійській Росії.
В Україні зростає на піщаних і кам'янистих місцях, скелях, в Карпатах, Лісостепу — розсіяно.

## Галерея

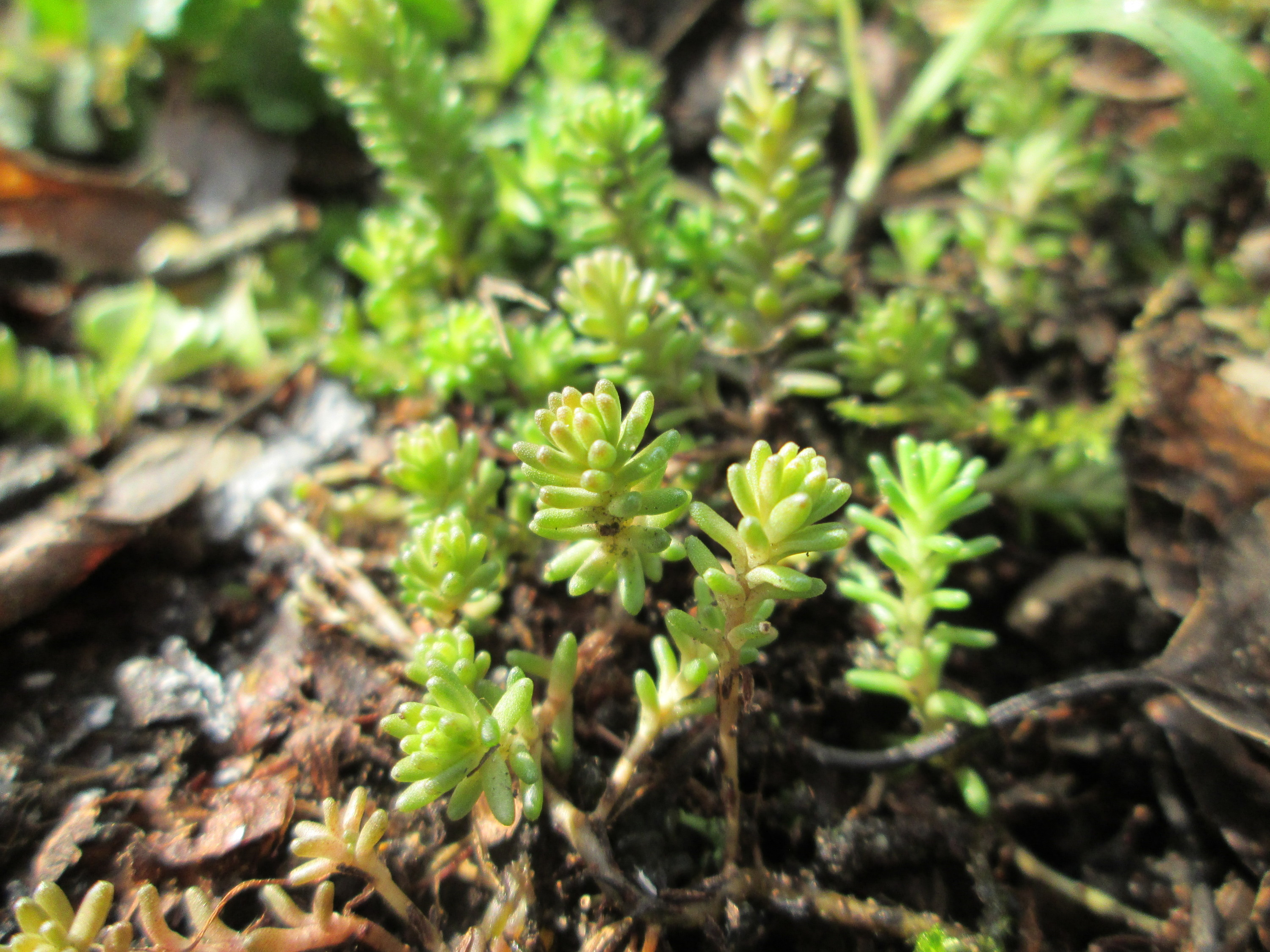
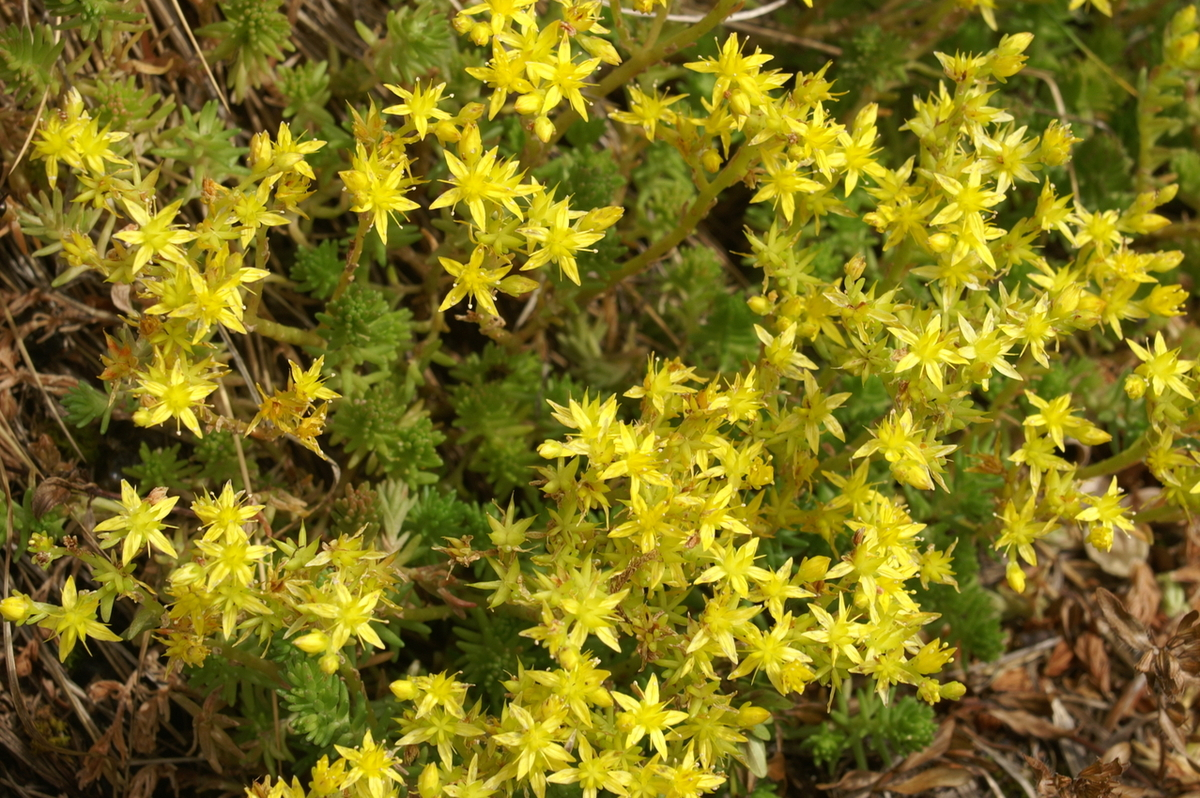
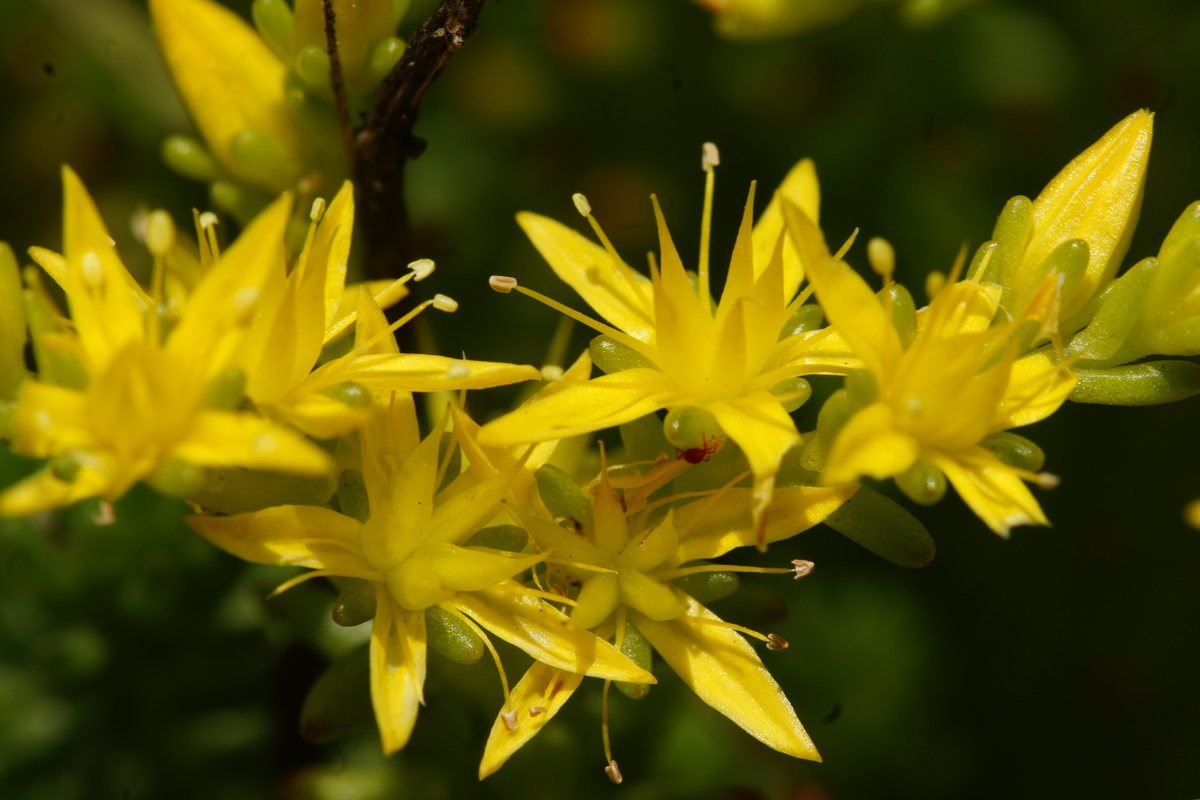